# Nathan Brownson
Nathan Brownson (Woodbury, 14 maggio 1742 – Riceboro, 6 novembre 1796) è stato un medico e politico statunitense, 15º governatore della Georgia.

## Biografia
Nacque nel 1742 in Connecticut, da Timothy e Abigail Brownson. Studiò medicina all'università di Yale, laureandosi appena diciannovenne nel 1761. Presto si trasferì in Georgia per esercitare la sua professione, sposandosi due volte e rimanendo in entrambi i casi vedovo nel giro di pochi anni.
Divenne un fervente antibritannico, e fu eletto al Congresso georgiano nel 1775. Tra il 1776 e il 1777 fu eletto per due mandati al congresso continentale, per poi prestare servizio come chirurgo nell'esercito continentale, impegnato nella guerra d'indipendenza americana. A differenza di molti altri politici georgiani non era un estremista, ed era disposto a scendere a compromessi e ad ascoltare gli avversari.
Nel 1781 la guerra sembrò definitivamente volgere in favore degli americani, ed Augusta, la seconda città più importante dello Stato, venne liberata dagli inglesi. L'Assemblea georgiana allora, in virtù della sua fama di paciere, elesse Brownson per sostituire il fallimentare governatore Stephen Heard.
Durante il suo breve mandato Brownson cercò di stabilizzare la Georgia, ancora vittima delle razzie di soldati inglesi e lealisti sbandati; incoraggiò inoltre il ritorno dei georgiani fuggiti nelle altre colonie durante la guerra, s'impegnò per risarcire gli artigiani e i commercianti mandati in bancarotta dal conflitto e favorì ampie distribuzioni di viveri per evitare carestie durante l'inverno 1781-82.
Dopo la fine del suo mandato governatoriale ricoprì altri incarichi per l'amministrazione georgiana, in particolare commissario per la sanità (1782), fondatore dell'Università della Georgia nel 1785 e membro della commissione che ratificò la costituzione americana nel 1788. Tra il 1789 e il 1791 fu presidente del senato della Georgia, per poi infine ritirarsi dalla politica.
Morì nel 1796 nella sua piantagione di Riceboro.